# Arkadia nr 6

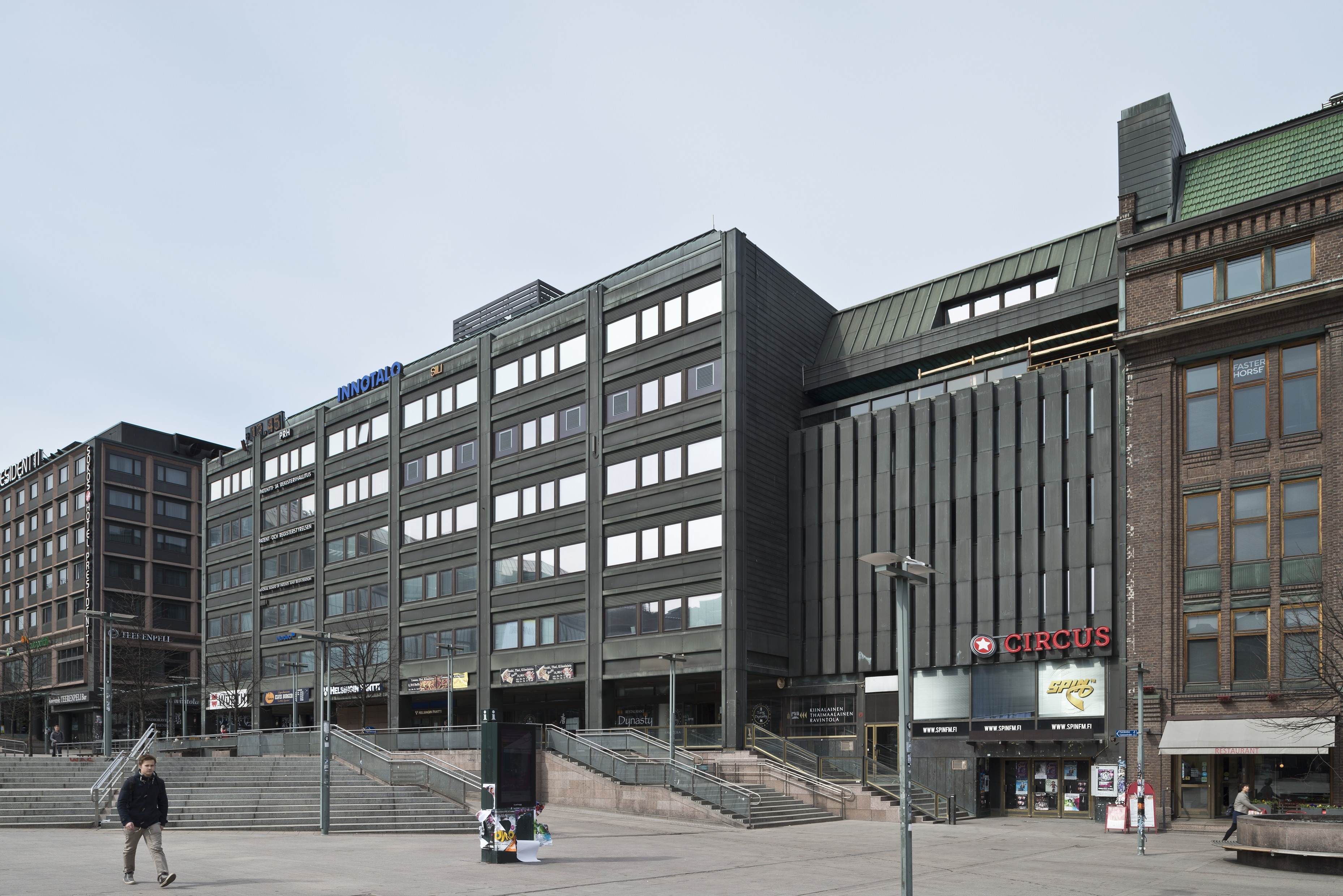
Fasad mot Salomonsgatan. Till höger skymtar Hankkijahuset.

Arkadia nr 6, tidigare Innotalo, är en kontorsbyggnad i Kampen i Helsingfors, med adress Arkadiagatan 6 och Salomonsgatan 3. 
Innotalo ritades av Einari Teräsvirta och stod färdig 1977. Byggnaden utgör den norra delen av samma kvarter som Hankkijahuset, i det kvarter där Arkadiateatern låg tills den revs. Innotalo ersatte det stora byggnadskomplex på samma tomter, som uppförts före första världskriget av Mjölkcentralen. Byggnaden har fasader mot Salomons-, Olovs- och Arkadiagatorna.
Byggnaden har åtta våningsplan, med omkring 3.000 kvadratmeter yta per våningsplan. Den har renoverats i två etapper, den andra 2018–2021, och döpts om till Arkadia nr 6. Fasaderna, sm är klädda med bronsplåt, rengjordes under arbetet, men i övrigt lämnades de intakta.
Arkadiankatu 4–6, ritad av Einari Teräsvirta, stod färdig 1977 intill det nuvarande köpcentret Kampen. Renoveringen blev aktuell på 2010-talet och anläggningarna har renoverats i två etapper.

## Historik
På tomten låg tidigare Mjölkcentralens bostads- och industrikomplex, som ritades av Selim A. Lindqvist, med adresser Arkadiagatan 4–6, Olofsgatan 1 och Salomonsgatan 3–5. Byggnadskomplexet täckte två tredjedelar av kvarteret. Byggnaden inrymde mejeri, smör- och ostlager, bageri, samt kontor, fabriker och lägenheter. Byggnaderna skadades under de ryska flygbombningarna på vinterkrigets första dag den 30 november 1939.

## Bildgalleri

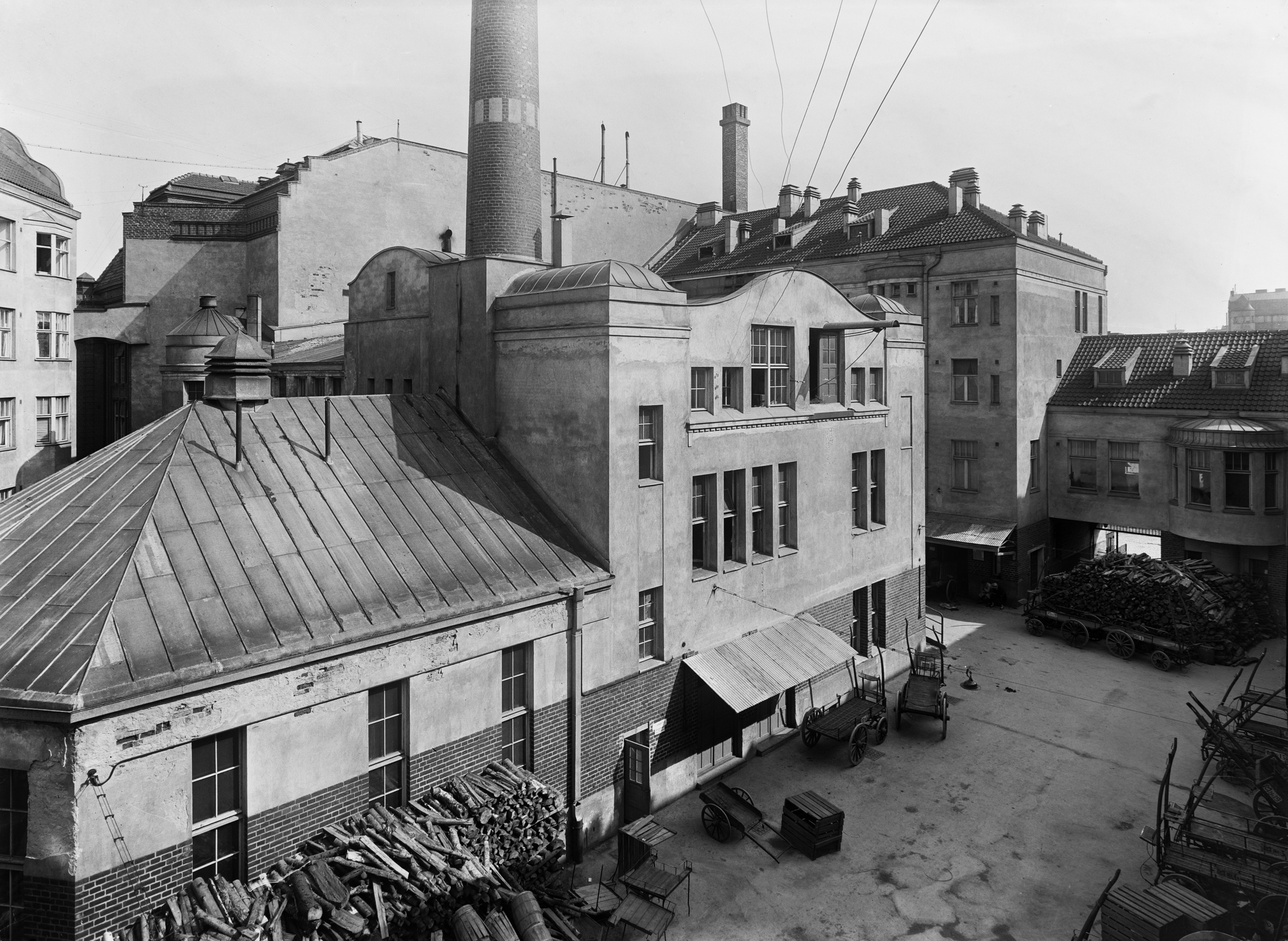
E.M. Nordqvist Oy:s fabrik, för medicinsk utrustning och kirurgiska instrument, Salomongatan 3, mellan 1914 och 1919